# Au Gres
Au Gres è un comune degli Stati Uniti d'America, situato nello Stato del Michigan, nella contea di Arenac.